# Riserva indiana (Canada)
In Canada, una riserva indiana (inglese: Indian reserve; francese: réserve autochtone) è definita dalla Legge sugli Indiani (Indian Act) come un "tratto di terra, il cui titolo legale di proprietà è assegnato da Sua Maestà, che è stata messa da parte da Sua Maestà a uso e beneficio di una banda."
Le riserve delle Prime Nazioni sono le aree messe da parte per i membri delle Prime Nazioni dopo un contratto con lo stato canadese ("la Corona"), e non vanno confuse con le aree delle rivendicazioni territoriali, che coinvolgono tutte le terre delle Prime Nazioni: un territorio molto più vasto di qualsiasi altra riserva.

## Demografia
Una singola "banda" (governo delle Prime Nazioni) può controllare una sola riserva o parecchie, in aggiunta alcune riserve sono condivise tra molteplici bande. Nel 2003 il Dipartimento degli Affari indiani affermò che vi erano 2.300 riserve in Canada, comprendenti 28.000 km². Secondo Statistics Canada (l'agenzia statistica nazionale canadese), nel 2011 c'erano più di 600 Prime Nazioni/bande indiane in Canada e 3.200 riserve indiane. Gli esempi includono la Prima Nazione del lago Sturgeon che, come molte bande, ha solo una riserva, la Riserva indiana del lago Sturgeon n. 101. La Musqueam n. 2 e n. 4 e la Riserva indiana di Sea Island n. 3 sono governate dalla Banda indiana Musqueam, uno dei molti esempi in cui un singolo governo ha più di una riserva.
Nel 2016, delle 744.855 persone delle Prime Nazioni che riferivano di essere Indiani registrati, quasi la metà (44.2%) viveva in una riserva indiana. Questa proporzione varia in tutto il paese.
Molte riserve non hanno una popolazione residente; tipicamente sono appezzamenti di terra piccoli, remoti, separati, un fatto che ha portato molti di essi ad essere abbandonati, o usati solo stagionalmente (come territorio per mettere trappole, ad esempio). Statistics Canada conta solo quelle riserve che sono popolate (o potenzialmente popolati) come "suddivisioni" ai fini del censimento nazionale. Per il censimento del 2016, delle oltre 3.200 riserve indiane in tutto il Canada, c'erano solo 949 riserve indiane classificate come suddivisioni del censimento (incluse le 6 riserve aggiunte per il 2016). Alcune riserve che erano originariamente rurali furono gradualmente circondate dallo sviluppo urbano. Montreal, Vancouver e Calgary sono esempi di città con riserve urbane.

## Governo
Il Capo e il Consiglio di una determinata banda amministrano comunemente più di una riserva, come la Nazione cree di Beaver Lake con due riserve, o i Lenape, che sono incorporati in Canada come Nazione munsee-delaware e che occupano la Riserva indiana della Nazione munsee-delaware n. 1, composta di tre particelle di terra separate per un totale di 1.054 ha, all'interno della Prima Nazione dei Chippewa del Thames 42 vicino a Muncy (Ontario), che era un tempo condivisa tra loro e la Prima Nazione dei Chippewa del Thames come un'unica particella di terra. Alcune riserve sono condivise da molteplici bande, sia come campi da pesca sia come strutture educative come Peckquaylis, una riserva sul fiume Fraser che è usata da 21 bande indiane; un tempo era la Scuola residenziale indiana di St. Mary ed è un esempio di riserva creata in tempi moderni. Un'altra riserva multibanda dei popoli sto:lo è la Riserva indiana di Grass n. 15, che è localizzata nella città di Chilliwack ed è condivisa da nove bande.

## Legge costituzionale del 1867
Nel 1867, la giurisdizione legislativa sugli "Indiani e le terre riservate per gli Indiani" fu assegnato al Parlamento del Canada attraverso la Legge costituzionale del 1867, una parte essenziale della Costituzione del Canada, originariamente emanata dal Parlamento britannico come Legge sul Nord America Britannico (LNAB), che riconosceva che le Prime Nazioni avevano uno status speciale. Poteri separati coprivano "lo status e i diritti civili da una parte e le terre indiane dall'altra".
Nel 1870 il governo del Dominio appena formato acquisì la Terra di Rupert, un vasto territorio nel Nord America Britannico, che consiste per la maggior parte del bacino di drenaggio della Baia di Hudson, che era stata controllata dalla Compagnia della Baia di Hudson in base alla sua concessione dalla Corona britannica nel 1670-1870. Numerosi gruppi aborigeni vivevano e nello stesso -territorio e si disputarono la sovranità dell'area. Il Dominio del Canada promise alla Gran Bretagna di onorare le disposizioni del Proclama del 1763 di "negoziare con i suoi Amerindi per l'estinzione del loro titolo di proprietà e la messa da parte di riserve per il loro uso esclusivo". Questa promessa portò a numerosi trattati.

## Trattati e riserve, pre-1867
Dopo il Proclama reale e prima della Confederazione nel 1867, furono firmati i Trattati dell'Alto Canada (1764–1862 Ontario) e i Trattati di Douglas (1850-1854 Columbia Britannica). "Alcuni di questi trattati pre-confederazione e post-confederazione si occupavano delle terre delle riserve,  dei diritti di caccia, pesca, sistemazione delle trappole, delle annualità e di altri benefici." Anche il governatore Douglas della Columbia Britannica, che divenne formalmente una colonia nel 1858, lavorò per istituire molte riserve sul continente durante il suo mandato, anche se la maggior parte di queste furono soppresse dai successivi governi coloniali e in seguito dalle commissioni reali una volta che la provincia si unì alla Confederazione nel 1871.

## Trattati numerati, 1871–1921
Tra il 1871 e il 1921, attraverso i Trattati Numerati con le Prime Nazioni, il governo canadese acquisì grandi aree di terra per i coloni e per l'industria nell'Ontario nordoccidentale, nel Canada settentrionale e nelle Praterie. Fra questi trattati, chiamati anche Trattati per la cessione delle terre o post-confederazione,il primo (Trattato 1) fu un accordo controverso, stabilito il 3 agosto 1871 tra la regina Vittoria e varie Prime Nazioni nel Manitoba sudorientale, incluse le tribù dei Chippewa e degli Swampy Cree. Le Prime Nazioni del Trattato 1 comprendono la Nazione ojibway di Brokenhead, Fort Alexander (Prima Nazione di Sagkeeng), la Prima Nazione di Long Plain, la Prima Nazione di Peguis, la Prima Nazione anishinabe di Roseau River, la Prima Nazione di Sandy Bay e la Prima Nazione del lago Swan.

## La Legge sugli Indiani del 1876
I diritti e le libertà delle persone delle Prime Nazioni del Canada sono governati dalla Legge sugli Indiani fin dalla sua emanazione nel 1876 da parte del Parlamento del Canada. Le disposizioni dell'articolo 91(24) della Legge costituzionale del 1867 conferirono al governo federale del Canada l'autorità esclusiva di legiferare in relazione agli "Indiani e alle terre riservate per gli Indiani".
La Riserva non ceduta di Wikwemikong sull'Isola Manitoulin è soggetta alle disposizioni della Legge sugli Indiani che governano le riserve anche se le sue terre non furono mai cedute alla Corona mediante trattato.

## Indian Act
La Legge sugli Indiani dà al Ministro degli Affari aborigeni il diritto di "determinare se qualsiasi fine per il quale siano usate le terre in una riserva sia a uso e beneficio della banda". Il titolo di proprietà sulla terra all'interno della riserva può essere trasferito soltanto alla banda o ai membri individuali della stessa. Le terre della riserva non possono confiscate legalmente, né il patrimonio personale di una banda o di un suo membro che viva nella riserva è soggetto a "vincolo, pegno, ipoteca, sequestro preventivo, pignoramento, sequestro d'urgenza o esecuzione in favore o su istanza di nessun'altra persona se non un indiano o una banda" (articolo 89 (1) del  GCa, Indian Act, Government of Canada, 1985. URL consultato il 27 gennaio 2018 (archiviato dall'url originale il 26 aprile 2006)).

### Mutui immobiliari
Benché la legge fosse destinata a tutelare i possedimenti indiani, le limitazioni rendevano difficile per le riserve e i loro residenti ottenere finanziamenti per lo sviluppo e la costruzione, o la ristrutturazione. Per rispondere a questo bisogno la Canada Mortgage and Housing Corporation (CMHC, la società del governo canadese che si occupa di favorire l'accesso dei cittadini alla proprietà immobiliare) ha creato un programma di mutui immobiliari per le riserve. I membri delle bande possono aderire a un accordo fiduciario con la CMHC, e i mutuatari possono ricevere mutui per costruire o riparare le case. In altre parole, i mutui ai residenti delle riserve sono garantiti dal governo federale.
Le province o le municipalità possono espropriare la terra delle riserve solo se specificamente autorizzate da una legge provinciale o federale. Poche riserve hanno un qualche vantaggio economico, come introiti dalle loro naturali. Gli introiti di quelle riserve che ne hanno sono detenuti in amministrazione fiduciaria dal Ministro degli Affari indiani. Le terre delle riserve e il patrimonio personale delle bande e dei loro membri residenti sono esenti da tutte le forme di imposizione, ad eccezione delle imposte locali.
Le società possedute da membri delle Prime Nazioni non sono esenti, tuttavia. Questa esenzione ha consentito ai membri delle bande di operare in proprietà o in associazione per vendere beni fortemente tassati, come le sigarette, nelle loro, riserve a prezzi considerevolmente più bassi di quelli nei negozi lontano dalle riserve. La maggior parte delle riserve sono autonome, entro i limiti già descritti, secondo le linee guida stabilite dall'Indian Act.
A causa degli accordi dei trattati, alcune riserve indiane sono ora incorporate come villaggi, come New Aiyansh (Columbia Britannica), che come altre riserve nisga'a fu privata di quello status dal Trattato dei Nisga'a. Similmente, le riserve indiane della Banda indiana Sechelt sono ora distretti del governo indiano.

## Politica pubblica
Le riserve indiane svolgono un ruolo molto importante nelle consultazioni dei portatori di interessi riguardo alle politiche pubbliche, particolarmente quando le riserve sono localizzate in aree che hanno risorse naturali preziose con un potenziale per lo sfruttamento economico. A cominciare dagli anni 1978, le Prime Nazioni ottennero il "riconoscimento dei loro diretti costituzionalmente tutelati". I diritti delle Prime Nazioni sono tutelati dall'articolo 35 della Legge costituzionale del 1982. Entro il 2002 (Valiente) le Prime Nazioni avevano già "finalizzato 14 rivendicazioni terriere globali e accordi di autogoverno, con numerosi altri, principalmente nel Canada settentrionale e nella Columbia Britannica, in diversi stadi dei negoziati". Le rivendicazioni terriere e gli accordi di autogoverno sono "trattati moderni" e perciò rivestono rango costituzionale.

### CEPA 1999
Il Canadian Environmental Protection Act, 1999 (CEPA) ("Legge canadese sulla protezione ambientale del 1999") "pone la partecipazione aborigena alla pari con i ministri federali e le province nel Comitato Consultivo Nazionale". Tra le altre cose, il CEPA chiariva il termine "terra aborigena" all'articolo 3 (1): "Le definizioni di questa sottosezione si applicano nella presente Legge. "Terra aborigena" significa (a) le riserve, le terre cedute e qualsiasi altra terra che sono messe da parte a uso e beneficio di una banda e sono soggette alla Legge sugli Indiani." In base agli articoli 46–50 del CEPA, fu iniziato l'Environment Canada's National Pollutant Release Inventory (NPRI) ("Inventario nazionale del rilascio di inquinanti nell'ambiente del Canada"). L'NPRI è l'inventario degli "inquinanti rilasciati, eliminati e inviati per il riciclaggio da parte di impianti in tutto il paese". L'NPRI è usato dalle amministrazioni delle Prime Nazioni nelle riserve, insieme ad altri strumenti di ricerca, per monitorare l'inquinamento. Ad esempio, i dati 2008 dell'NPRI mostravano che la Prima Nazione di Aamjiwnaang a Sarnia (Ontario), era "il punto zero per il più pesante carico di inquinamento dell'aria dell'Ontario."

## Qualità dell'acqua
Verso il 2006, quasi 100 riserve indiane avevano ordinanze che imponevano di bollire l'acqua prima di consumarla, in quanto contaminata da patogeni (boil-water advisories), e molte altre avevano acqua comunque al di sotto degli standard. La Prima Nazione di Kwikwasut'inuxw Haxwa'mis, su un'isola al largo della costa della Columbia Britannica, ebbe un'ordinanza per la bollitura dell'acqua a cominciare dal 1997. Nell'ottobre 2005, "alti livelli di E. coli furono trovati nell'acqua potabile della riserva della Prima Nazione Kashechewan e i livelli di cloro dovettero essere aumentati a livelli 'd'urto', causando problemi alla pelle e dando alla fine come risultato un'evacuazione di centinaia di persone dalla riserva e costando approssimativamente 16 milioni di dollari".